# ۵۹ (میلادی)
۵۹ (میلادی) پنجاه و نهمین سال تقویم میلادی است.

## رویدادها
بر اساس مکان
امپراتوری روم
- ۲۳ مارس - امپراتور نرون دستور قتل مادرش آگریپینا جوان را صادر کرد. او سعی کرد او را از طریق یک کشتی غرق‌شده از پیش برنامه‌ریزی‌شده بکشد، اما وقتی نرون زنده ماند، او را اعدام کرد و این اتفاق را خودکشی جلوه داد.[۱]
- گنائوس دومیتیوس کوربولو، فرمانده رومی در شرق، تیگرانوکرتا در بین‌النهرین را تصرف می‌کند. او تیگران ششم، شاهزاده‌ای کاپادوکیایی، را به عنوان حاکم ارمنستان منصوب می‌کند. برای چهار سال آینده، گروهی از لژیون ششم فراتا و لژیون دهم فرتنسیس به عنوان محافظ پادشاه در پایتخت مستقر می‌شوند و توسط هزار و پانصد نیروی کمکی پشتیبانی می‌شوند.
- پوبلیوس کلودیوس تراسیا پائتوس از سنای روم کناره‌گیری می‌کند. او آشکارا انزجار خود را از رفتار نرون در مورد قتل آگریپینا نشان می‌دهد.
- در جریان یک نبرد گلادیاتوری در پمپئی، شورشی بین مردم پمپئی و مردم نوکریا درگرفت و هزاران نفر کشته شدند.

بر اساس موضوع
هنرها و علوم
- در ساتیریکون، پترونیوس فساد اخلاقی رومی‌ها را به سخره می‌گیرد.
- خورشیدگرفتگی ۳۰ آوریل بر فراز شمال آفریقا توسط پلینی بزرگ در کتاب تاریخ طبیعی خود ثبت شده است.

دین
- پولس رسول در حضور آگریپای دوم، پادشاه هیرودیان، از خود دفاع می‌کند و به مسیحیت خود شهادت می‌دهد، و آگریپای دوم در پاسخ می‌گوید: «تو تقریباً مرا متقاعد می‌کنی که مسیحی باشم.»[۲]